# Aeterna Dei sapientia
Aeterna Dei sapientia ("eterna sabedoria de Deus") foi a sexta encíclica feita pelo Papa João XXIII e foi publicada em 11 de novembro de 1961. Ele comemora o 15ºcentenário da morte do Papa Leão I, também conhecido como São Leão, o Grande, e um Doutor da Igreja . Exige unidade cristã . Exige que a cristandade se una contra movimentos externos como o comunismo e o secularismo.